# Sippie Wallace
Sippie Wallace (née le 1er novembre 1898, morte le 1er novembre 1986) est une chanteuse de blues américaine.

## Discographie sélective
| Année | Titre                              | Genre | Label      |
| ----- | ---------------------------------- | ----- | ---------- |
| 1982  | Sippie                             | Blues | Atlantic   |
| 1970  | Sippie Wallace and Victoria Spivey | Blues | Spivey     |
| 1966  | Sings the Blues                    | Blues | Storyville |
| 1966  | Women Be Wise                      | Blues | Alligator  |
| 1923  | 1923-1929                          | Blues | Document   |